# Лесная улица (Пороховые)
Лесна́я улица — улица в Красногвардейском районе Санкт-Петербурга. Проходит от Водопроводной до Набережной улицы, по границе Ржевского лесопарка.

## История
Название известно с середины XX века.
На 2022 год на улице имеется один обитаемый частный дом — дом 14.

## Транспорт
Ближайшая к Лесной улице станция метро — «Ладожская» Правобережной линии.

## Пересечения
- Водопроводная улица
- Новая улица
- Набережная улица

## Достопримечательности
- В непосредственной близости от улицы находится Ржевский лесопарк.
- За пересечением с Набережной улицей — разлив реки Лапки (Жерновки).